# La Martina (Castellfollit)
La Martina és una masia del municipi de Castellfollit de Riubregós (Anoia) inclosa en l'Inventari del Patrimoni Arquitectònic de Catalunya.

## Descripció
Casal de pedra, originàriament de planta quadrangular, però que posteriorment fou ampliat amb altres edificacions annexes.
Tant la façana del davant com la del darrere, no són les originals, sinó que són fruit de les diverses modificacions sofertes al llarg del temps.